# Weiszkopf Artúr
Weiszkopf Artúr (Budapest, 1877. január 18. – Rózsahegy, 1942. május 3.) zsidó származású magyar hittudós, 1911-től haláláig Rózsahegy (ma Ružomberok, Szlovákia) főrabbija.

## Életútja
Budapesten született Weiszkopf Ármin kalapkereskedő és Seiler Johanna gyermekeként. 1889-től 1899-ig volt a budapesti rabbiképző növendéke. 1898-ban avatták bölcsészdoktorrá, 1900-ban pedig rabbivá. 1909-ig, kilenc éven át Rozsnyón, két évig (1909–1910) Szentmártonban működött, 1911-től volt rózsahegyi főrabbi. Munkatársa volt A zsidók egyetemes története című műnek. 1902. szeptember 14-én Kecskeméten feleségül vette Kohn Marit, Kohn Gábor terménykereskedő és Kohn Lujza leányát.